# Zeuzeropecten castaneus
Zeuzeropecten castaneus is een vlinder uit de familie van de Houtboorders (Cossidae). De wetenschappelijke naam van deze soort werd voor het eerst gepubliceerd in 1914 door George Hamilton Kenrick.
De soort komt voor in Madagaskar.